# Siilinjärvi
Siilinjärvi [ˈsiːlinjærvi] ist eine Gemeinde im Osten Finnlands mit 21.232 Einwohnern (Stand 31. Dezember 2022). Sie liegt in der Region Savo nahe der Stadt Kuopio.

## Geografie
Siilinjärvi liegt in der Mitte der ostfinnischen Landschaft Nordsavo. Die Gemeinde grenzt, im Norden an Lapinlahti und im Nordwesten, Osten und Süden an das Stadtgebiet Kuopios. Das Stadtzentrum von Kuopio liegt 23 Kilometer südlich. Siilinjärvi ist eng mit dem nahen Kuopio, der größten Stadt Ostfinnlands, verbunden und wird daher bisweilen auch als „Espoo von Savo“ tituliert.

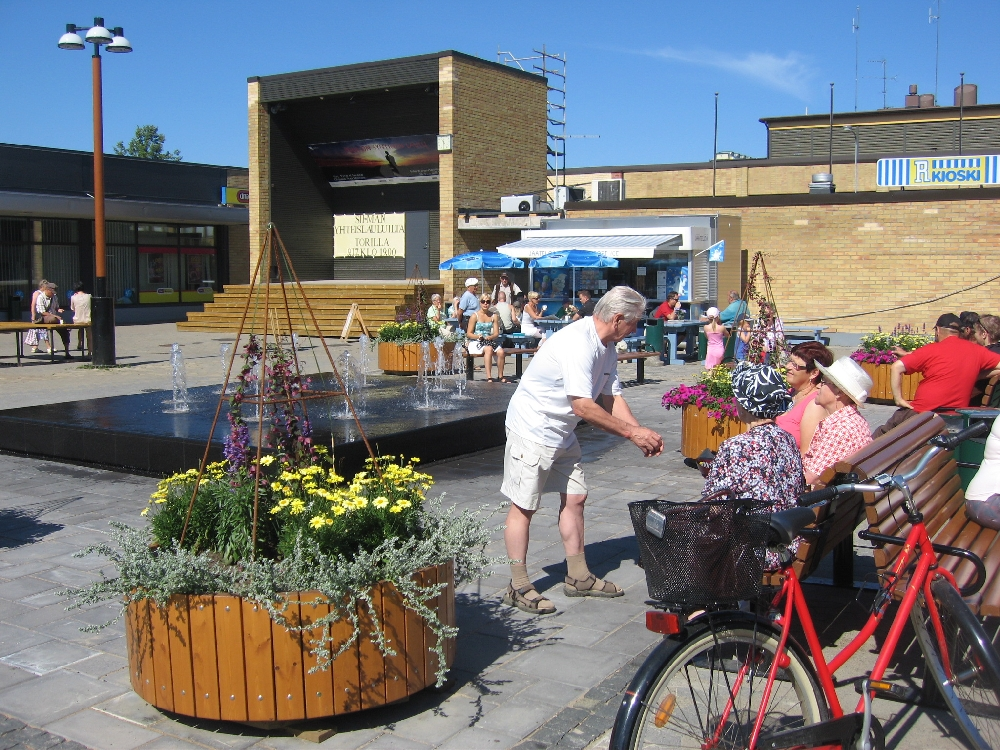
Auf dem Marktplatz von Siilinjärvi

Die Gemarkung von Siilinjärvi umfasst eine Fläche von 508 Quadratkilometern. Über ein Fünftel davon besteht aus Binnengewässern. Insgesamt gibt es in Siilinjärvi 135 Seen mit einer Fläche größer als ein Hektar. Die wichtigsten Gewässer sind das Juurusvesi-Seensystem im Osten sowie der Nordteil des Kallavesi-Sees im Westen des Gemeindegebiets. Ihren Namen trägt die Gemeinde nach dem kleineren Siilinjärvi-See, einem Nebenarm des Juurusvesi, an dessen Ufer das Kirchdorf liegt.
Die Gemeinde Siilinjärvi hat vier Siedlungszentren (taajama). Der Hauptort der Gemeinde ist das Kirchdorf (Kirkonkylä) Siilinjärvi, in dem mehr als die Hälfte der Bevölkerung lebt. Ein zweites größeres Siedlungszentrum ist das 12 Kilometer südlich des Kirchdorfs an der Straße nach Kuopio gelegene Toivala-Vuorela. Nördlich des Kirchdorfs liegen die beiden kleineren Siedlungszentren Pöljä und Kuuslahti. Die Einwohnerzahlen der Siedlungszentren von Siilinjärvi am 31. Dezember 2011 betragen:
- Kirchdorf Siilinjärvi (11.189 Einwohner)
- Toivala-Vuorela (5.284 Einwohner)
- Pöljä (424 Einwohner)
- Kuuslahti (217 Einwohner)

## Geschichte
Die erste menschliche Besiedlung gab es im Gebiet von Siilinjärvi in der Jungsteinzeit vor über 7000 Jahren. Hiervon zeugen archäologische Funde aus den Dörfern Kasurila, Rissala und Pöljä. Pöljä hat sogar einem bestimmten Typ der Asbestkeramik, der hier erstmals entdeckt wurde, den Namen gegeben. Während der Bronzezeit wurde Siilinjärvi von halbnomadischen Samen bewohnt. Sie hatten im heutigen Gemeindegebiet mehrere Winterdörfer, in denen sie die kalte Jahreszeit verbrachten. Der Name Siilinjärvi leitet sich nicht etwa vom finnischen Wort für „Igel“ (siili) ab, sondern geht auf das samische siihti bzw. siidhi für „Winterdorf“ zurück. Spätestens im 16. Jahrhundert ließen sich sesshafte finnische Bauern in Siilinjärvi nieder.
Die politische Gemeinde Siilinjärvi wurde 1925 aus Teilen der damaligen Landgemeinde Kuopio sowie von Nilsiä und Maaninka gebildet. Zu diesem Zeitpunkt hatte Siilinjärvi 4.814 Einwohner. Die Kirchengemeinde war bereits 1908 gegründet worden, zunächst unter dem Namen Kasurila, ehe sie zwei Jahre später in Siilinjärvi umbenannt wurde. Nach dem Zweiten Weltkrieg wurden etwa 850 Flüchtlinge aus den Ostgebieten Kareliens, die Finnland an die Sowjetunion hatte abtreten müssen, in Siilinjärvi angesiedelt. Als 1969 die Landgemeinde Kuopio aufgelöst wurde, vergrößerte sich die Fläche Siilinjärvis um die Dörfer Kehvo, Väänälänranta und Kehvonsalo.
Bis in die 1960er Jahre war Siilinjärvi deutlich ländlich geprägt geblieben. Dies änderte sich, als der Kemira-Konzern in der Gemeinde eine Fabrik und ein Bergwerk eröffnete. Die Apatitmine in Siilinjärvi ist heute mit einem Fördervolumen von jährlich 9,64 Millionen Tonnen Apatiterz die bei weitem größte in ganz Finnland. Als Nebenprodukte fallen Gips, Glimmer und Carbonate an. Die neu geschaffenen Arbeitsplätze führten zu einem Bevölkerungswachstum und verstärkter Bautätigkeit. Das alte Kirchdorf und das Dorf Vuorela wurden zu dichten Siedlungszentren ausgebaut, die alte Bausubstanz wich modernen Hochhäusern und Zweckbauten. Im Jahr 2003 durchbrach die Einwohnerzahl der Gemeinde erstmals die 20.000-Grenze.

## Bevölkerung
Während große Teile Ostfinnlands wegen der Abwanderung in die Wachstumszentren des Südens unter Bevölkerungsschwund und Überalterung leiden, profitiert Siilinjärvi von der Nähe zur Großstadt Kuopio. Die Einwohnerzahl der Gemeinde ist konstant ansteigend. Vor allem viele Familien mit Kindern ziehen nach Siilinjärvi, was sich in der Bevölkerungsstruktur niederschlägt: 21,8 Prozent der Einwohner sind jünger als 15 Jahre, in ganz Finnland sind es 17,3 Prozent. Auch das Bildungsniveau der Bevölkerung ist überdurchschnittlich: Haben im Landesschnitt 63,4 Prozent der über 15-Jährigen mindestens einen Abschluss der Berufsfachschule, sind es in Siilinjärvi 68,9 Prozent.

## Politik

### Gemeinderat
Wie in den meisten ländlichen Gegenden Finnlands ist in Siilinjärvi die bäuerlich-liberale Zentrumspartei die stärkste Partei. Im Gemeinderat stellt sie 18 von 43 Abgeordneten. Die Sozialdemokraten sind mit sieben, die konservative Nationale Sammlungspartei mit fünf Sitzen im Gemeinderat vertreten. Weiterhin im Gemeinderat vertreten sind der Grüne Bund und die rechtspopulistischen Wahren Finnen mit vier, das Linksbündnis mit drei und die Christdemokraten mit zwei Mandaten.
| Partei                    | Wahlergebnis 2017 | Sitze   |
| ------------------------- | ----------------- | ------- |
| Zentrumspartei            | 38,6 % (+1,5)     | 18 (+1) |
| Sozialdemokraten          | 16,4 % (−2,1)     | 7 (−1)  |
| Nationale Sammlungspartei | 11,2 % (−3,5)     | 5 (−1)  |
| Grüner Bund               | 9,9 % (+5,7)      | 4 (+3)  |
| Wahre Finnen              | 9,1 % (−5,8)      | 4 (−3)  |
| Linksbündnis              | 7,1 % (−0,5)      | 3 (±0)  |
| Christdemokraten          | 5,7 % (+2,9)      | 2 (+1)  |
| Andere                    | 1,9 % (+1,9)      | 0 (±0)  |

### Wappen
Das Wappen von Siilinjärvi wurde 1956 vom Heraldiker Olof Eriksson entworfen. Es zeigt im schwarzen Feld zwei gekreuzte goldene Laubsicheln, darunter ein goldenes Wasserblatt. Die Laubsicheln (finnisch kassara) verweisen auf das Dorf Kasurila, nach dem die Gemeinde zunächst ihren Namen trug, das Wasserblatt verweist auf den Siilinjärvi-See, der dem gleichnamigen Ort seinen Namen gab.

### Städtepartnerschaften
Siilinjärvi unterhält Städtepartnerschaften mit folgenden Städten und Gemeinden:
- Sunne (Schweden)
- Elverum (Norwegen)
- Haslev (Dänemark)
- Hajdúböszörmény (Ungarn)
- Kamennogorsk (Russland)
- Amberg (Deutschland)

## Baudenkmäler
Das Kirchdorf von Siilinjärvi ist eine sehr junge, von Neubauten geprägte und recht gesichtslose Siedlung. In einer Umfrage der Helsingin Sanomat wurde es 1985 gar zum hässlichsten Kirchdorf Finnlands gekürt. Von architektonischem Interesse ist allein die Pfarrkirche des Ortes; die Kreuzkirche wurde nach Plänen von Peko Väänänen in Ziegelbauweise erbaut, 1923 geweiht und fasst rund 550 Personen. Die von der finnischen Nationalromantik inspirierten Decken- und Glasmalereien stammen von Bruno Tuukkanen. Wie vielerorts in Savo ist in Siilinjärvi die Erweckungsbewegung Herättäjä-Yhdistys stark in der lutherischen Kirchengemeinde vertreten. Daneben hat die orthodoxe Minderheit eine Kirche in Siilinjärvi und eine Kapelle in Toivala.
Als Kulturlandschaft geschützt sind hingegen die beschaulichen Dorfensembles von Räimä, Haapalahti und Väänälänranta am Nordufer des Kallavesi-Sees mit Holzhäusern aus dem 19. Jahrhundert und teils noch älteren Weidezäunen.
Von Interesse sind weiterhin das ehemalige Tuberkulosesanatorium Tarinaharju, das 1913 den Betrieb aufnahm, und die  ehemalige Psychiatrische Klinik Harjamäki. Letztere war von 1926 bis 1997 mit zeitweise über 1.000 stationär behandelten Patienten eine der größten Kliniken ihrer Art in Finnland. Heute beherbergt sie ein Museum mit einer ständigen Ausstellung zur Geschichte der Psychiatrie in Finnland.

## Verkehr

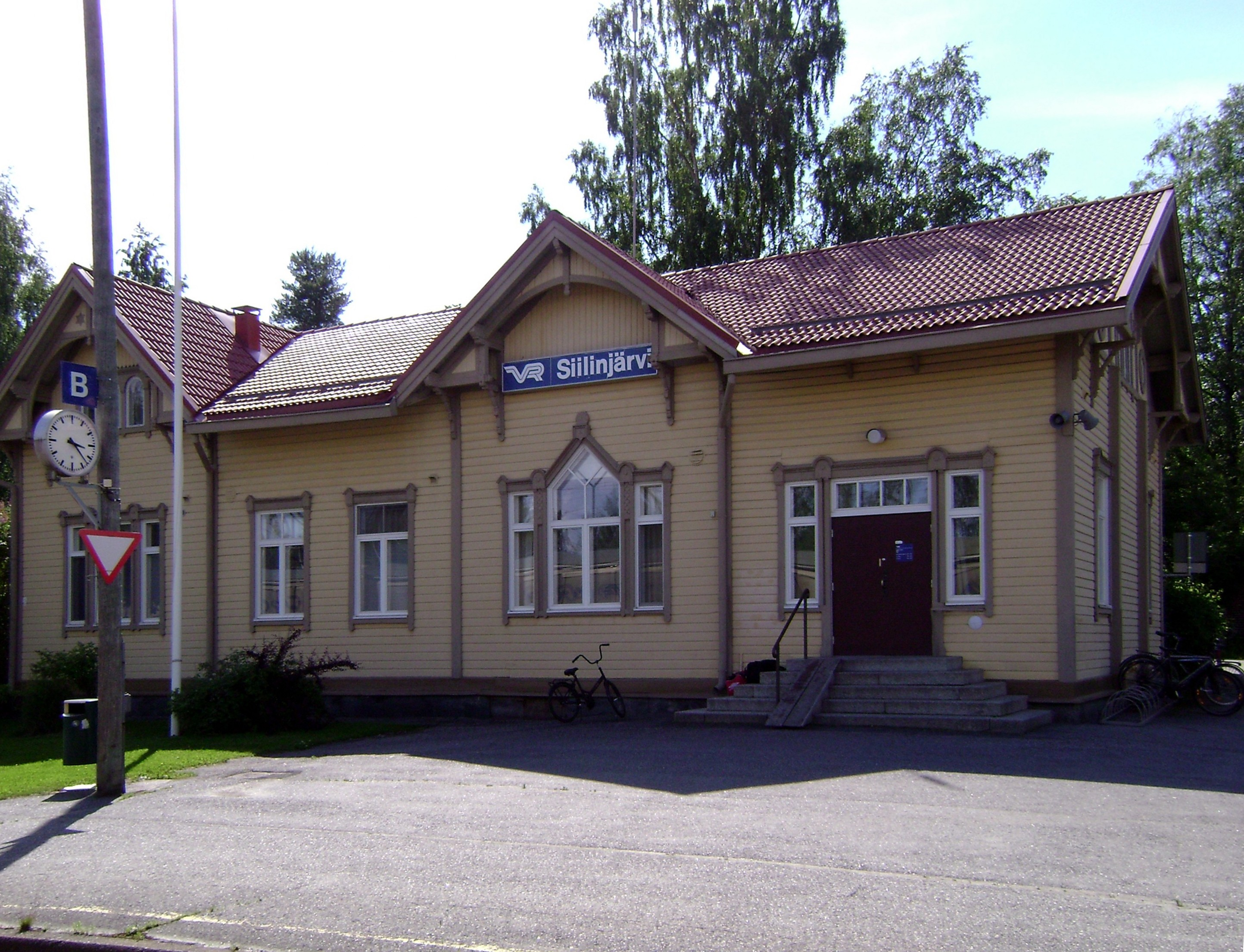
Der Bahnhof Siilinjärvi

Siilinjärvi liegt an der Staatsstraße 5, einer der wichtigsten Nord-Süd-Verbindungen Finnlands. Der Abschnitt zwischen Siilinjärvi und Kuopio wurde nach 1985 autobahnähnlich ausgebaut; die Streckenführung wurde dabei näher an das Gemeindezentrum verlegt, um ein nahegelegenes Naturschutzgebiet zu schonen. Die Staatsstraße 17 nach Joensuu verbindet sich in Vuorela bei Siilinjärvi mit der Staatsstraße 5. Im Zentrum von Siilinjärvi kreuzt die Staatsstraße 5 zwei weitere Fernstraßen: Die Hauptstraße 75 verbindet Siilinjärvi über Nilsiä und Nurmes mit dem nordöstlich gelegenen Kuhmo, die Hauptstraße 77 führt in Richtung Westen nach Kyyjärvi. An das Eisenbahnnetz ist Siilinjärvi über die Savo-Bahn von Kouvola nach Iisalmi angebunden. Im Gemeindegebiet befinden sich zwei Bahnhöfe: Toivala und Siilinjärvi.
Der Flughafen Kuopio befindet sich im Süden des Gemeindegebiets von Siilinjärvi nahe dem Dorf Rissala. Der Flugbetrieb wurde 1940 aufgenommen, heute steht der Flughafen mit einem Passagieraufkommen von 304.204 an siebter Stelle der meistfrequentierten Flughäfen Finnlands. Er wird von den Fluggesellschaften Finnair, Finncomm Airlines und Blue1 angeflogen und daneben von der finnischen Luftwaffe benutzt. Auf dem Flughafen ist das Geschwader Karelien (Karjalan lennosto), eines von drei Geschwadern der finnischen Luftwaffe, stationiert. In dem Geschwader Karelien dienen 600 Soldaten und es verfügt über 20 Jagdflugzeuge vom Typ F-18-Hornet.

## Söhne und Töchter
- Kari Tikka (1946–2022), Komponist und Dirigent
- Jyrki Katainen (* 1971), Politiker und Ministerpräsident Finnlands
- Kimmo Savolainen (* 1974), Skispringer
- Jessica Grabowsky (* 1980), Schauspielerin
- Kalle Leinonen (* 1989), Freestyle-Skier
- Sanni Leinonen (* 1989), Skirennläuferin
- Aleksi Paananen (* 1993), Fußballspieler
- Ilkka Herola (* 1995), Nordischer Kombinierer
- Henri Kavilo (* 1999), Skispringer
- Minja Korhonen (* 2007), Nordische Kombiniererin